# The Collector’s Series, Volume One
The Collector’s Series, Volume One – album kompilacyjny Céline Dion, wydany 23 października 2000 roku. Na albumie znalazły się piosenki wybrane osobiście przez piosenkarkę. Na płycie nie znajduje się żadna nowa kompozycja. We Francji składanka ukazała się pod tytułem Tout en amour. Dodatkowo do francuskiej wersji płyty dodano 12 pocztówek z wcześniej nie publikowanymi zdjęciami artystki. Na krążku można znaleźć piosenkę The Power of the Dream którą Dion wykonała na ceremonii otwarcia Igrzysk Olimpijskich w Atlancie w 1996 roku. Album nie był promowany żadnymi singlami. Brak promocji nie przeszkodził mu jednak w zdobyciu szczytu listy albumowej we Francji oraz uzyskaniu w wielu krajach statusu złotej płyty.

## Lista utworów
| #                                         | Tytuł                                    | Autorzy                                       | Czas trwania |
| ----------------------------------------- | ---------------------------------------- | --------------------------------------------- | ------------ |
| 1.                                        | The Power of the Dream                   | L. Thompson, D. Foster, Babyface              | 4:31         |
| 2.                                        | Where Does My Heart Beat Now             | R. W. Johnson, T. Rhodes                      | 4:33         |
| 3.                                        | Us                                       | B. Pace                                       | 5:46         |
| 4.                                        | The Reason                               | C. King, M. Hudson, G. Wells                  | 5:01         |
| 5.                                        | Seduces Me                               | D. Hill, J. Sheard                            | 3:46         |
| 6.                                        | With This Tear                           | Prince                                        | 4:12         |
| 7.                                        | Falling into You                         | B. Steinberg, R. Nowels, M.C. D'Ubaldo        | 4:18         |
| 8.                                        | Pour que tu m'aimes encore               | J.J. Goldman                                  | 4:14         |
| 9.                                        | Un garçon pas comme les autres (Ziggy)   | L. Plamondon, M. Berger                       | 2:59         |
| 10.                                       | Be the Man (Japanese version)            | D. Foster, R. Yukawa                          | 4:39         |
| 11.                                       | Tell Him (with Barbra Streisand)         | L. Thompson, W. Afanasieff, D. Foster         | 4:52         |
| 12.                                       | The Prayer (with Andrea Bocelli)         | D. Foster, C. Bayer Sager, A. Testa, T. Renis | 4:30         |
| 13.                                       | Sola Otra Vez                            | E. Carmen, S. Rachmaninoff, M. Benito         | 5:12         |
| 14.                                       | Amar Haciendo el Amor                    | B. Mann, D. Rich, M. Benito                   | 4:11         |
| 15.                                       | Only One Road                            | P. Zizzo                                      | 4:48         |
| 16.                                       | That’s the Way It Is                     | M. Lundin, M. Martin, A. Carlsson             | 4:01         |
| Utwór bonusowy na japońskiej wersji płyty |                                          |                                               |              |
| 17.                                       | When I Fall in Love (with Clive Griffin) | E. Heyman, V. Young                           | 4:20         |

## Certyfikaty i sprzedaż
| Kraj              | Certyfikat  | Sprzedaż | Najwyższa pozycja |
| ----------------- | ----------- | -------- | ----------------- |
| Australia         | -           | -        | 51                |
| Austria           | -           | -        | 16                |
| Europa            | -           | 800 000  | -                 |
| Francja           | złota płyta | 160 000  | 1                 |
| Holandia          | złota płyta | 40 000   | 15                |
| Japonia           | złota płyta | 100 000  | 13                |
| Kanada            | -           | 125 000  | 4                 |
| Niemcy            | złota płyta | 150 000  | 28                |
| Nowa Zelandia     | złota płyta | 7 500    | 27                |
| Stany Zjednoczone | złota płyta | 900 000  | 28                |
| Szwajcaria        | złota płyta | 25 000   | 12                |
| Wielka Brytania   | -           | 50 000   | 30                |
| Włochy            | -           | -        | 35                |